# Anaheim Convention Center
El Centro de Convenciones de Anaheim es un importante centro de convenciones en Anaheim, California, y es la instalación de exposiciones más grande de la costa oeste. Está ubicado frente al Disneyland Resort en Katella Avenue. Los componentes originales, diseñados por Adrian Wilson & Associates y construidos por Del E. Webb Corporation, abrieron en julio de 1967, incluida una cancha de baloncesto seguida poco después por la sala de convenciones. Tiene muchos eventos, como VidCon, BlizzCon, Anime Expo, D23 Expo, WonderCon, NAMM Show, concursos y más. Además de albergar varios tipos de convenciones, el Centro de Convenciones de Anaheim se utilizó para albergar la lucha libre durante los Juegos Olímpicos de Verano de 1984 .
Posteriormente, el centro ha experimentado seis grandes expansiones (1974, 1982, 1990, 1993, 1999-2000, 2016-2017). Es la instalación de exhibición más grande de la costa oeste.

## Hostings

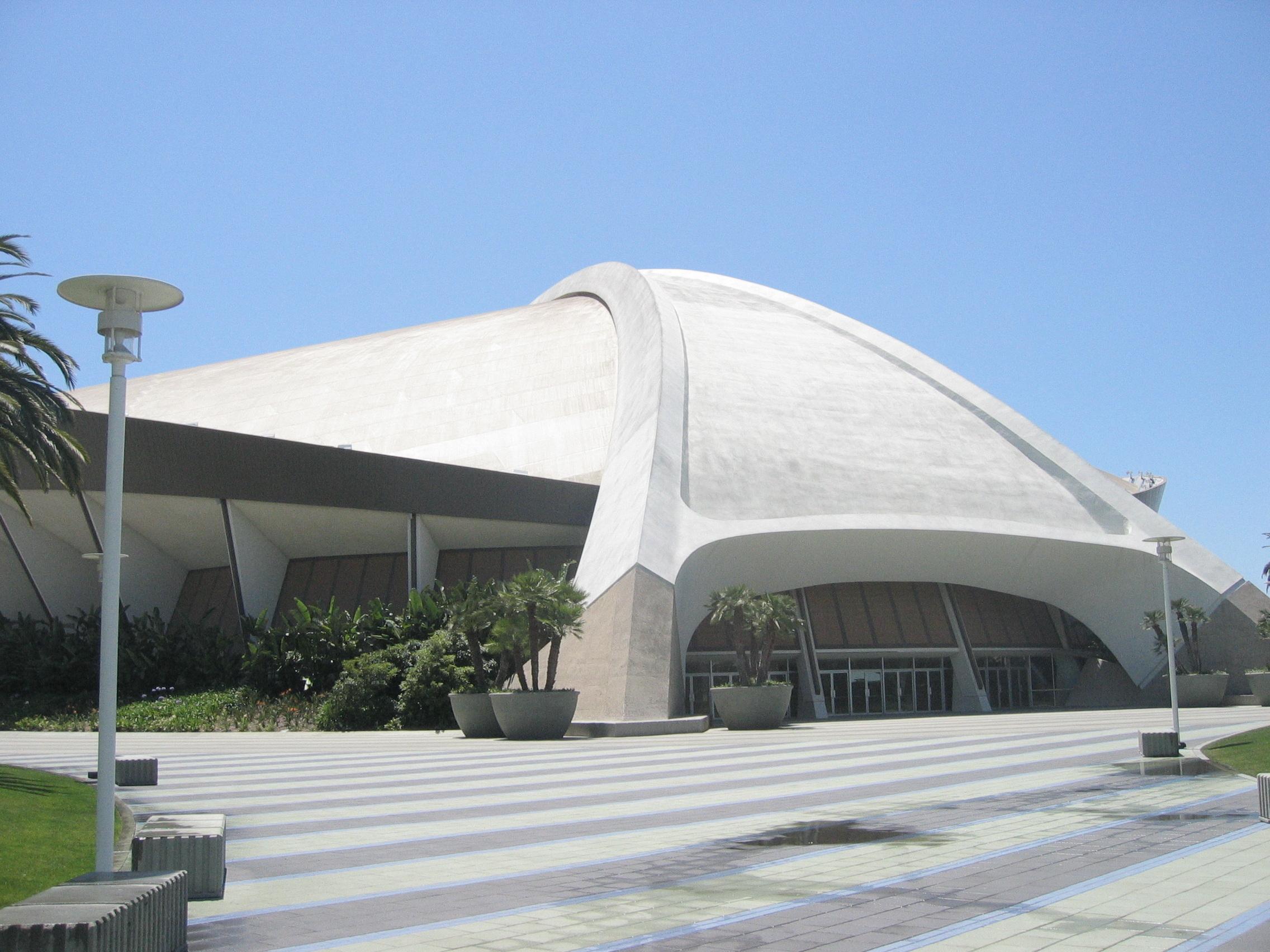
The Arena en el Centro de Convenciones de Anaheim en 2007.

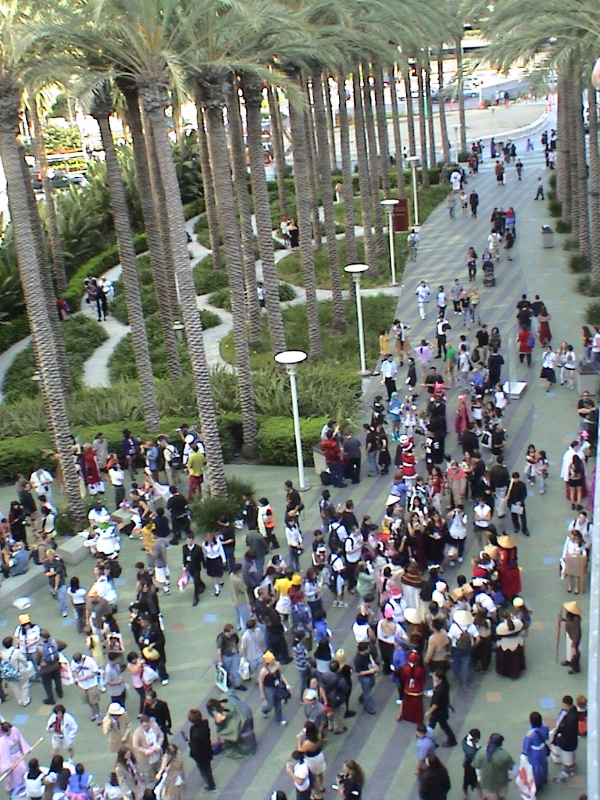
2004 Anime Expo

Originalmente, la arena fue el estadio de los Amigos de Anaheim de la Asociación Estadounidense de Baloncesto durante la primera temporada de la ABA, 1967–68. La franquicia se trasladó al Los Angeles Sports Arena y se convirtió en Los Angeles Stars inmediatamente después; el equipo finalmente se mudó a Salt Lake City y se convirtió en las Estrellas de Utah, capturando el Campeonato ABA 1970-71. El posterior apoyo de los fanáticos de los Stars en Utah sentó las bases para el Utah Jazz de la NBA.   Los San Diego Friars de WTT jugaron algunos de sus partidos en casa en la arena entre 1975 y 1977. En 1978, los Anaheim Oranges de WTT utilizaron la arena como su sede principal. El estadio también fue el campo del California Surf de la NASL durante una temporada bajo techo (1979–80).
Según informes de noticias frecuentes, la exposición más grande celebrada en el Centro de Convenciones en los últimos años ha sido el Winter NAMM Show . Esta convención de equipos de música (solo comercial, no abierta al público en general) tuvo 1,560 expositores y un récord de 88,100 asistentes durante la feria de 2008.  El NAMM Show se ha estado ejecutando en el Anaheim Center desde 1977, excepto por un receso de tres años en 1998-2000, mientras que el Centro de Convenciones se sometió a importantes renovaciones. En 2008, los informes de noticias indicaron que el contrato de arrendamiento a largo plazo de NAMM con la autoridad del Centro de Convenciones de Anaheim terminaría en 2010, y NAMM estaba presionando a la Ciudad de Anaheim para expandir y mejorar aún más el centro de convenciones.
La Anime Expo se llevó a cabo en el Centro de Convenciones de Anaheim en 1996 y nuevamente desde 2003 hasta 2006 y fue uno de los eventos públicos más importantes del centro de convenciones.
Blizzard Entertainment lleva a cabo la BlizzCon en el lugar. En 2005, BlizzCon usó las dos salas de conferencias del norte (y la arena para un concierto una noche). En 2007 y 2008, utilizó tres salas de conferencias. En 2009, utilizó cuatro salas de conferencias. Mientras que las entradas para el evento de 2007 se agotaron en 3 días, las entradas para el evento de octubre de 2008 se agotaron "en minutos"  y las entradas para el evento de agosto de 2009 se agotaron en "56 segundos". Según los informes, las entradas para la Blizzcon 2010 se agotaron en 30 segundos.
Otra gran convención celebrada en el centro es el Medical Design and Manufacturing Show, que se celebra poco después de Winter NAMM. 
El lugar sirvió como sitio para la lucha libre en los Juegos Olímpicos de Verano de 1984 .
El lugar fue sede de los torneos de baloncesto universitario masculino y femenino de la Conferencia Big West de 2001 a 2010 y alberga el 76 torneo de baloncesto clásico.
Fue brevemente el estadio del equipo de baloncesto Anaheim Arsenal en la NBA Development League de 2006 a 2009, antes de trasladarse a Springfield (Massachusetts), para la temporada 2009-10.
Durante los disturbios de Los Ángeles de 1992, los Clippers de Los Ángeles se vieron obligados a trasladar el Juego 4 de su serie de playoffs de la NBA contra Utah Jazz al Centro de Convenciones.
VidCon se ha celebrado en el Centro de Convenciones de Anaheim desde su tercer evento anual en 2012. El nuevo lugar ofrecía una capacidad mucho mayor que la del hotel Hyatt Regency Century Plaza de Los Ángeles que se utilizaba anteriormente. WonderCon se realiza anualmente en el centro de convenciones desde 2012, con la excepción de 2016 cuando se llevó a cabo en el Centro de convenciones de Los Ángeles.
El Campeonato Mundial de Robótica VEX 2012 también se llevó a cabo en el centro de convenciones. Casi 600 equipos estuvieron presentes en la competencia que utilizó dos de los salones de exhibición del centro de convenciones, así como el Arena del centro de convenciones. En 2013, el Campeonato Mundial de Robótica VEX regresó al Centro de Convenciones de Anaheim, ocupando 3 salas de exhibición y la arena. Hubo más de 700 equipos presentes, que representan a 24 naciones. Cada uno compitió para coronarse el Campeonato del Mundo dentro de sus respectivas divisiones.

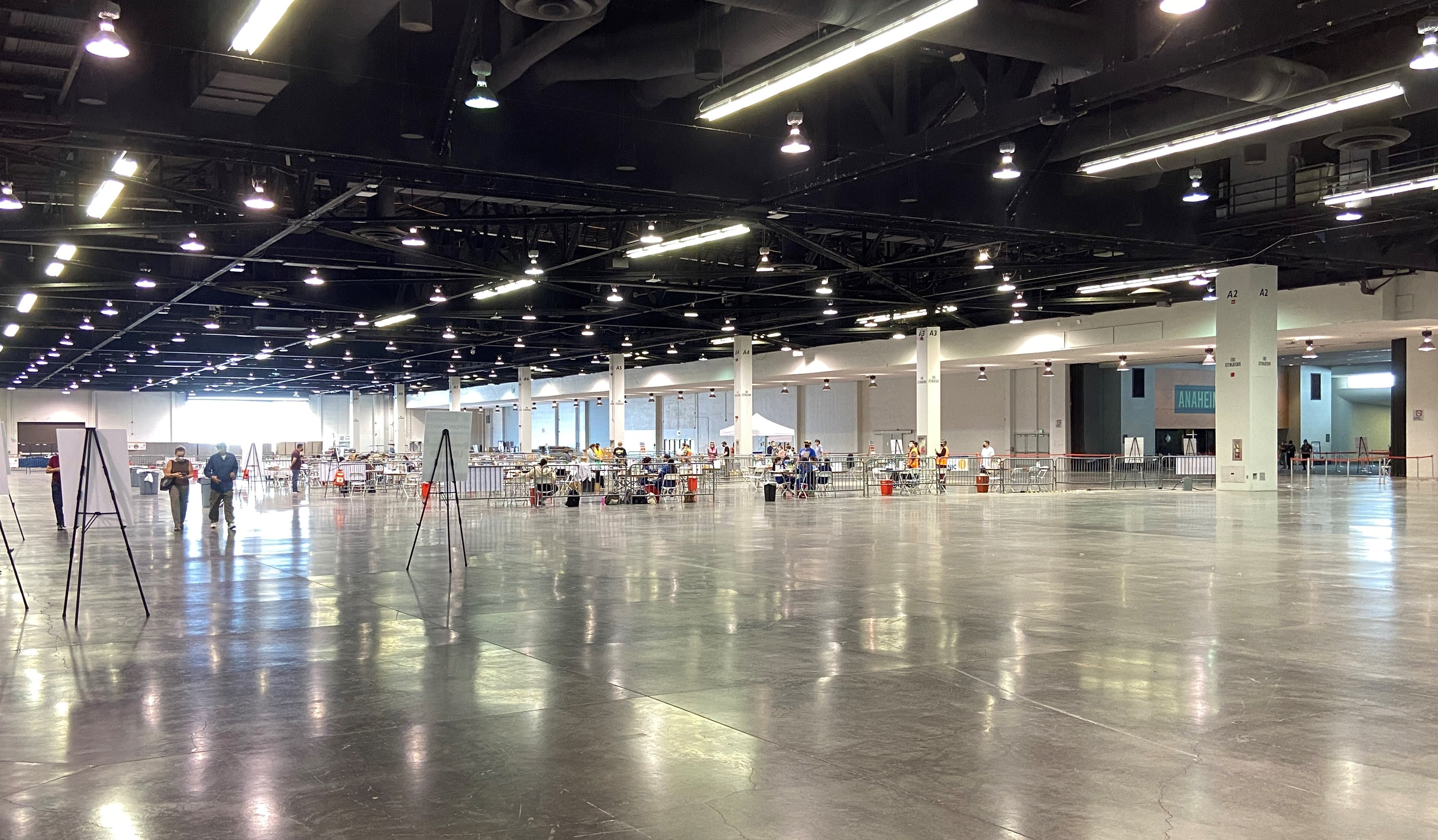
Sala de exposiciones A que sirve como sitio de vacunación COVID-19, mayo de 2021

La D23 Expo inaugural de Disney, una convención bienal para los fanáticos de Disney, se llevó a cabo en el Centro de Convenciones de Anaheim en 2009. El centro de convenciones ha acogido todas las exposiciones D23 posteriores.
La reunión de fans de Star Wars Celebration de Lucasfilm se llevó a cabo en el centro de convenciones en 2015.
Minecon se llevó a cabo en el lugar en septiembre de 2016.
Fue sede del Campeonato Mundial de Halterofilia de 2017 .
El encuentro de gimnasia Collegiate Challenge se llevó a cabo en la arena en 2019.
La arena albergará voleibol de interior durante los Juegos Olímpicos de verano de 2028 .
El centro de convenciones fue sede de la Conferencia de Liderazgo Nacional FBLA-PBL 2017.
El centro de convenciones fue sede de la Conferencia Nacional de Liderazgo de Profesionales de Negocios de América de 2019.
El centro de convenciones y la arena albergan actualmente la conferencia de liderazgo de California State Future Farmers of America, que comenzó en 2018, la convención juvenil más grande del estado de California. A partir de 2019, 9,000 estudiantes de todo el estado de California han asistido al evento, y más esperan aparecer en el futuro.
El centro de convenciones fue un lugar de rodaje de Star Trek: Picard y aparecerá en el programa como parte de la sede de la Flota Estelar.
El centro de convenciones sirvió como un sitio de vacunación masiva de COVID-19 para los trabajadores y residentes del Condado de Orange desde febrero hasta junio de 2021.